# Jevhen Oleksijovyč Konovalec'
Jevhen Oleksijovyč Konovalec' (in ucraino Євген Олексійович Коновалець?; Zaškiv, 14 giugno 1891 – Rotterdam, 23 maggio 1938) è stato un militare e politico ucraino.
Fu il capo politico del movimento nazionalista ucraino, fondatore e capo dell'Organizzazione dei Nazionalisti Ucraini (OUN) tra il 1929 e il 1938.

## Biografia
Konovalec' nacque il 14 giugno 1891 nel villaggio di Zaškiv in Galizia, allora parte dell'Impero austro-ungarico ed oggi dell'Ucraina. In giovane età studiò a Leopoli e nel 1909 s'iscrisse alla facoltà di giurisprudenza dell'Università di Leopoli. Nel 1910 prese parte alle proteste studentesche svoltesi nell'università durante le quali rimase uccisa una persona. A seguito dell'episodio, diventò un membro attivo della "Prosvita" (просвіта), associazione nata per preservare e diffondere la cultura ucraina, e rappresentante ufficiale nella commissione esecutiva del Partito Nazionaldemocratico. Nel 1912 divenne segretario della sezione di Leopoli della Prosvita, e un anno dopo, uno dei capi del movimento studentesco locale. Fu ampiamente influenzato dall'ideologia nazionalista ucraina di Ivan Bobers'kyj, Myroslav Sičyns'kyj e Dmytro Doncov.

### Carriera militare

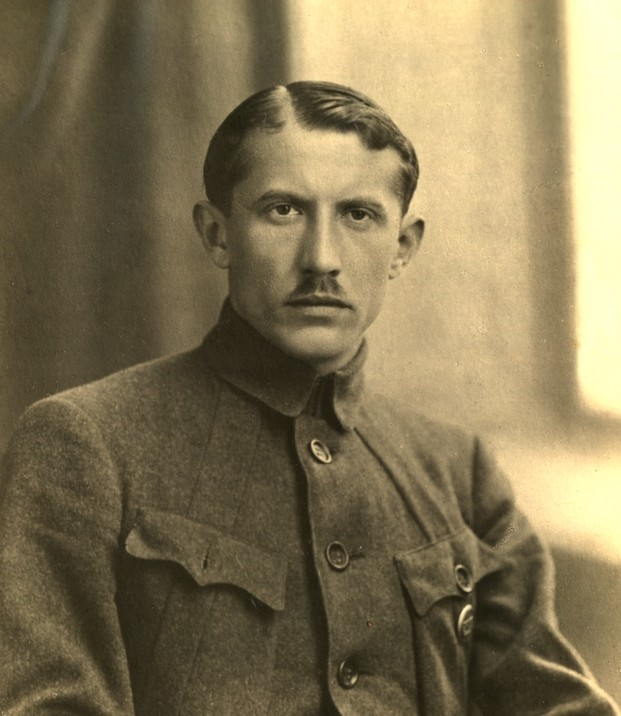
Konovalec' nel 1920

Nell'estate del 1914, Konovalec' venne chiamato alle armi nell'esercito dell'Impero austro-ungarico e durante la prima guerra mondiale arrivò fino al grado di sottotenente militando nel 19º Reggimento posto alla difesa di Leopoli. Nel 1915 fu fatto prigioniero dai russi nel corso delle battaglie presso i monti Carpazi ed internato in un campo di prigionia vicino a Caricyn. Nel 1916 venne trasferito in un campo di concentramento vicino Dubovka, una zona disabitata della Russia. Mentre si trovava in prigionia si unì a un gruppo di ex ufficiali galiziani (tra i quali Andrij Melnyk, Roman Suško, e Fed Černyk) che riuscirono a fuggire a Kiev. Nel novembre 1917, insieme alla Commissione Galiziana-Bucovina, organizzò un battaglione di fucilieri nel Reggimento "Dorošenko". Due mesi dopo assunse il comando dello stesso ed aiutò a respingere l'assalto delle truppe comuniste di Antonov-Ovseenko alla città di Kiev. Nel marzo 1918, i suoi fucilieri, insieme ai corpi speciali della Repubblica Popolare Ucraina e della Sloboda Ucraina, liberarono Kiev dalle truppe sovietiche. Nel maggio 1918 l'unità militare di Konovalec' venne sciolta a causa delle sue vedute politiche.

### Carriera politica
Nell'estate del 1918 egli convinse Pavlo Petrovyč Skoropads'kyj, atamano dell'Ucraina, a formare un plotone speciale di fucilieri, che si stabilì a Bila Cerkva. Nel novembre 1918 richiese ufficialmente la separazione dell'Ucraina dalla federazione sovietica e supportò attivamente le forze insurrezionali ucraine nel corso della battaglia di Motovylivka. Il 6 dicembre 1919, su ordine di Skoropads'kyj, egli smobilitò le proprie truppe. Nello stesso anno venne fatto prigioniero ed internato in un campo di prigionia in Polonia, a Luc'k, anche se fu liberato poco dopo nella primavera del 1920 e si trasferì in Cecoslovacchia. Nel 1920, come risultato della travagliata situazione politica ucraina, Konovalec' mise in piedi una nuova organizzazione dedita ad attività clandestine di sabotaggio nei confronti delle nuove forze occupanti polacche, bolsceviche, rumene, e cecoslovacche. Creata nell'agosto di quell'anno a Praga, l'Organizzazione Militare Ucraina (UVO), venne rifornita di armi ed iniziò una strenua resistenza contro Polonia e Russia. Jevhen Oleksijovyč Konovalec' divenne il capo della sezione di Kiev dell'UVO. Tuttavia, alla fine la sua organizzazione venne sciolta dalla polizia e, nel dicembre 1922, egli fu costretto a lasciare il Paese.

### Esilio ed assassinio

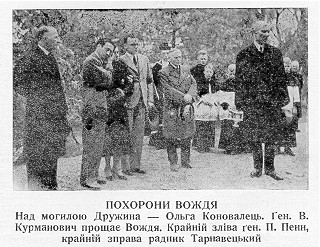
I funerali di Konovalec'

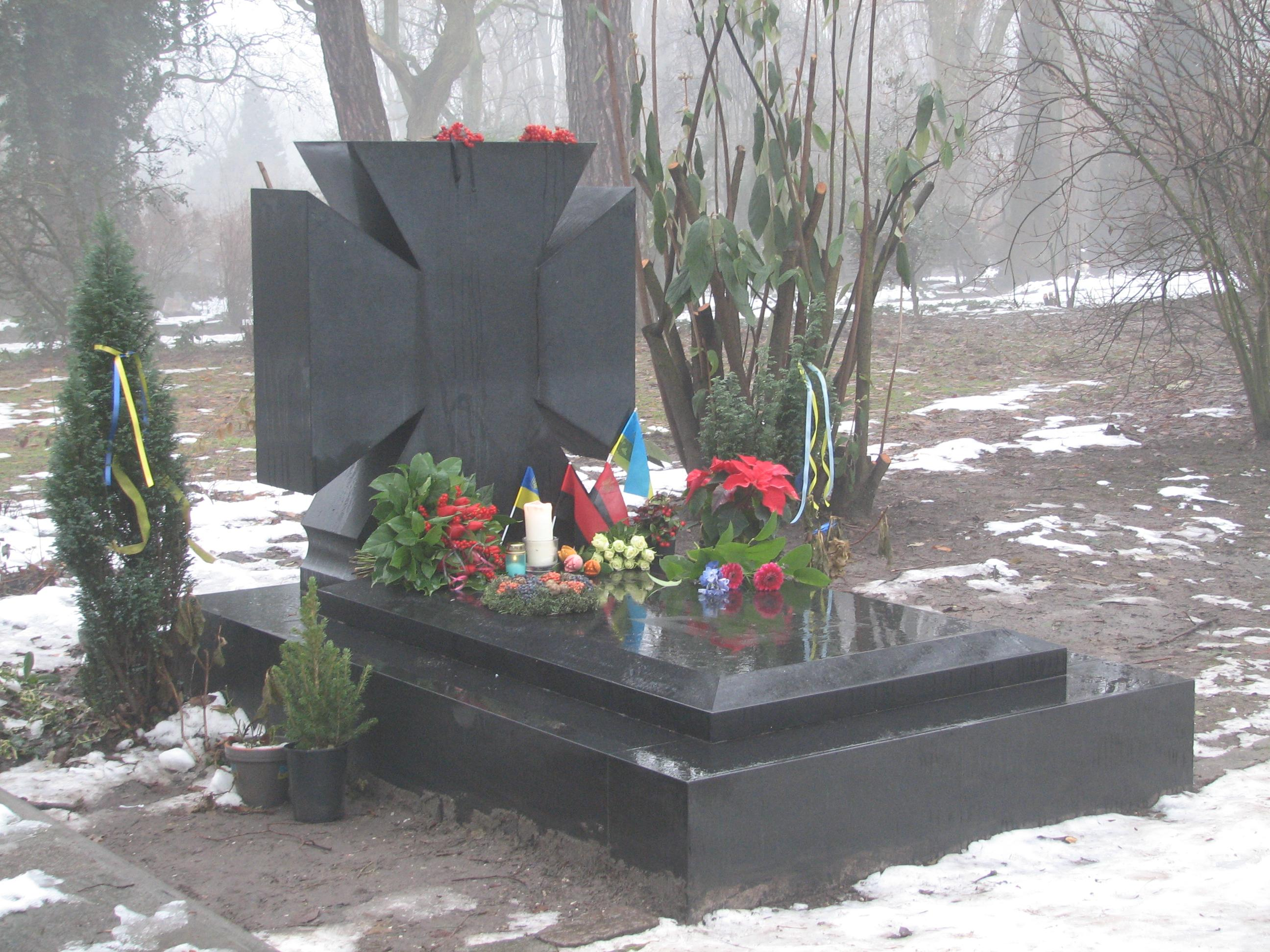
Tomba di Jevhen Konovalec' a Rotterdam

Durante il suo periodo di esilio visse in Cecoslovacchia, Germania, Svizzera e Italia. Nel 1929 prese parte al primo congresso dei nazionalisti ucraini svoltosi a Vienna. Durante il congresso venne deciso di costituire ufficialmente l'Organizzazione dei Nazionalisti Ucraini (OUN), e Konovalec' fu eletto suo leader. Egli quindi promosse attivamente gli scopi dell'organizzazione esercitando la sua influenza presso gli emigrati ucraini sparsi per l'Europa e gli Stati Uniti e prendendo contatti con i servizi segreti di Lituania, Germania, Italia, e Gran Bretagna. L'obiettivo principale dell'OUN era quello di rendere l'Ucraina una repubblica indipendente.
Le attività di Konovalec' preoccuparono il Cremlino a causa della penetrazione dell'OUN in Unione Sovietica. Il 23 maggio 1938, Konovalec' venne assassinato a Rotterdam dallo scoppio di una bomba nascosta dentro una scatola di cioccolatini donatagli da un amico. Questo "amico", era in realtà Pavel Sudoplatov, un agente dell'NKVD sotto copertura che si era infiltrato nell'organizzazione dei nazionalisti ucraini. Sudoplatov aveva ricevuto l'ordine di eliminare Konovalec' direttamente da Stalin. Secondo lo stesso Sudoplatov, Stalin gli aveva personalmente detto: «Questo non è semplicemente un atto di vendetta, anche se Konovalec' è un "agente" del fascismo tedesco. Il nostro obiettivo è quello di "decapitare" il movimento fascista ucraino all'insorgere della guerra e costringere questi "delinquenti" ad annientarsi a vicenda nella lotta per il potere».

## Commemorazione ed eredità politica
Nel 2006, l'amministrazione della città di Leopoli annunciò la futura traslazione delle spoglie di Jevhen Oleksijovyč Konovalec', Stepan Bandera, Andrij Melnyk e di altri capi dell'OUN/UPA, in una nuova zona del cimitero cittadino di Lyčakivs'kyj specificatamente dedicata ai leader del movimento di liberazione ucraino.
Il 17 giugno 2011 a Vilnius, Lituania, ebbe luogo una conferenza espressamente dedicata alla figura di Jevhen Konovalec', patriota ucraino. Celebrazioni in occasione del 120º anniversario della nascita di Konovalec' furono organizzate dal parlamento lituano e da varie organizzazioni ucraine presenti in Lituania.
Il 1º ottobre 2023, il Presidente ucraino Volodymyr Zelens'kyj ha consegnato un nastro onorifico al 131º battaglione separato di ricognizione delle Forze di terra, chiamato in onore di Jevhen Konovalec'.